# Bandera de Santa Bàrbara
La bandera oficial de Santa Bàrbara té la descripció següent:
Bandera apaïsada de proporcions dos d'alt per tres de llarg, vermella amb un pal blanc de gruix 5/21 de la llargària del drap a la vora de l'asta, i la torre oberta blanca de l'escut, d'altura 2/7 de la del drap i amplada 2/21 de la llargària del mateix drap, situada a 1/7 de la vora superior i a 2/21 del pal.
Va ser aprovada en el Ple de l'Ajuntament del 30 de març de 2000 i publicada en el DOGC número 3182 el 13 de juliol de 2000. Està basada en l'escut heràldic de la localitat.